# Franco Gastón Romero
Franco Gastón Romero Ponte (Sarandí del Yi, Uruguay, 11 de febrero de 1995) es un futbolista uruguayo. Juega como defensa central y su equipo actual es S. C. Farense de la Segunda Liga de Portugal.

## Trayectoria
Fue ascendido al primer equipo del barrio Sayago para la temporada 2014-15, estuvo en el banco de suplentes en cinco oportunidades pero no ingresó, jugó con la reserva. Racing terminó segundo en el Torneo Apertura del 2014.
Debutó como profesional el 22 de marzo de 2015, en la fecha 5 del Torneo Clausura, fue titular y jugó los 90 minutos contra Wanderers, ganaron 2 a 1. Racing terminó en último lugar y Franco disputó 6 encuentros, todos como titular.
Comenzó la temporada 2015/16 con más experiencia. El 31 de octubre, en la fecha 11 del Torneo Apertura, se enfrentó a Nacional en el Estadio Centenario, Franco fue titular, los bolsos comenzaron ganando por 2 goles a 0, pero Romero anotó su primer gol oficial al minuto 58 para acortar distancias, finalmente Liber Quiñones empató el partido 2 a 2.

## Selección nacional
En el 2014, Franco fue parte del proceso de la Selección Sub-20 de Uruguay conducida por Fabián Coito.
Debutó con la Celeste el 17 de abril ante Chile en Jardines, jugó como titular y empataron 1 a 1, demostró un buen nivel.
Al tener no minutos en Primera División con su equipo, no volvió a ser convocado y no disputó el Campeonato Sudamericano Sub-20 en Uruguay.
| Detalle de partidos con la Sub-20 | Detalle de partidos con la Sub-20 | Detalle de partidos con la Sub-20 | Detalle de partidos con la Sub-20 | Detalle de partidos con la Sub-20 | Detalle de partidos con la Sub-20 | Detalle de partidos con la Sub-20 | Detalle de partidos con la Sub-20 | Detalle de partidos con la Sub-20 | Detalle de partidos con la Sub-20 |
| N°                                | Rival                             | Resultado                         | Fecha                             | Lugar                             | Competencia                       | Goles                             | Asistencias                       | Ref.                              |                                   |
| --------------------------------- | --------------------------------- | --------------------------------- | --------------------------------- | --------------------------------- | --------------------------------- | --------------------------------- | --------------------------------- | --------------------------------- | --------------------------------- |
| 1                                 | Chile                             | 1:1 (0:1)                         | 17 de abril de 2014               | Montevideo · Uruguay              | Amistoso                          | -                                 | -                                 | 1                                 |                                   |
| 2                                 | Paraguay                          | 1:0 (1:0)                         | 20 de mayo de 2014                | Montevideo · Uruguay              | Amistoso                          | -                                 | -                                 | 2                                 |                                   |
| 3                                 | Paraguay                          | 1:1 (1:0)                         | 10 de junio de 2014               | Asunción Paraguay                 | Amistoso                          | -                                 | -                                 | 3                                 |                                   |
| 4                                 | Perú                              | 1:0 (0:0)                         | 24 de setiembre de 2014           | Montevideo · Uruguay              | Amistoso                          | -                                 | -                                 | 4                                 |                                   |
| 5                                 | México                            | 2:1 (2:0)                         | 8 de octubre de 2014              | Santiago · Chile                  | Amistoso Torneo Cuatro Naciones   | -                                 | -                                 | 5                                 |                                   |
| 6                                 | Chile                             | 0:3 (2:0)                         | 10 de octubre de 2014             | Santiago · Chile                  | Amistoso Torneo Cuatro Naciones   | -                                 | -                                 | 6                                 |                                   |
| 7                                 | Colombia                          | 0:2 (0:2)                         | 13 de octubre de 2014             | Santiago · Chile                  | Amistoso Torneo Cuatro Naciones   | -                                 | -                                 | 7                                 |                                   |
| 8                                 | Federación Gaúcha                 | 1:2 (1:1)                         | 13 de noviembre de 2014           | Montevideo · Uruguay              | Amistoso                          | -                                 | -                                 | 8                                 |                                   |

## Estadísticas

### En clubes
| Racing de Montevideo · Uruguay |                     |                     |     |    |    |   |    |    |     |    |
| 1.ª | 2015                | 6                   | 0   | —  | —  | — | —  | 6  | 0   |    |
| 1.ª | 2016                | 19                  | 1   | —  | —  | — | —  | 19 | 1   |    |
| 1.ª | 2017                | 31                  | 2   | 3  | 0  | — | —  | 34 | 2   |    |
| 1.ª | 2018                | 20                  | 0   | —  | —  | — | —  | 20 | 0   |    |
| Total club | Total club          | 76                  | 3   | 3  | 0  | 0 | 0  | 79 | 3   |    |
| Liverpool · Uruguay |                     |                     |     |    |    |   |    |    |     |    |
| 1.ª | 2019                | 26                  | 3   | —  | —  | 2 | 0  | 28 | 3   |    |
| 1.ª | 2020                | 30                  | 5   | 1  | 0  | 4 | 0  | 35 | 5   |    |
| 1.ª | 2021                | 7                   | 0   | —  | —  | 1 | 0  | 8  | 0   |    |
| Total club | Total club          | 63                  | 8   | 1  | 0  | 7 | 0  | 71 | 8   |    |
| Volos NFC · Grecia |                     |                     |     |    |    |   |    |    |     |    |
| 1.ª | 2021-22             | 25                  | 0   | 3  | 0  | — | —  | 28 | 0   |    |
| Total club | Total club          | 25                  | 0   | 3  | 0  | 0 | 0  | 28 | 0   |    |
| AC Bellinzona · Suiza |                     |                     |     |    |    |   |    |    |     |    |
| 1.ª | 2022-23             | 27                  | 1   | 2  | 0  | — | —  | 29 | 1   |    |
| Total club | Total club          | 27                  | 1   | 2  | 0  | 0 | 0  | 29 | 1   |    |
| Nacional · Uruguay |                     |                     |     |    |    |   |    |    |     |    |
| 1.ª | 2023                | 7                   | 0   | —  | —  | — | —  | 7  | 0   |    |
| 1.ª | 2024                | 11                  | 0   | 1  | 0  | 7 | 1  | 19 | 1   |    |
| Total club | Total club          | 18                  | 0   | 1  | 0  | 7 | 1  | 26 | 1   |    |
| Sporting Cristal · Perú |                     |                     |     |    |    |   |    |    |     |    |
| 1.ª | 2024                | 14                  | 0   | —  | —  | — | —  | 14 | 0   |    |
| 1.ª | 2025                | 10                  | 0   | 0  | 0  | 6 | 0  | 16 | 0   |    |
| Total club | Total club          | 24                  | 0   | 0  | 0  | 6 | 0  | 30 | 0   |    |
| Total en su carrera | Total en su carrera | Total en su carrera | 210 | 12 | 10 | 0 | 14 | 1  | 247 | 13 |
| (1) Incluye datos de Copa Centenario de la AFA (1993-94); Copa de Italia (1995-00) y Copa del Rey / Supercopa de España (2000-09). (2) Incluye datos de Copa Libertadores de América y Copa Sudamericana. |                     |                     |     |    |    |   |    |    |     |    |

### Resumen estadístico
| Competición           | Partidos | Goles | Promedio |
| --------------------- | -------- | ----- | -------- |
| Primera División      | 210      | 12    | 0,03     |
| Copas nacionales      | 10       | 0     | 0,00     |
| Copas internacionales | 14       | 1     | 0,06     |
| Selección sub-20      | 9        | 0     | 0,17     |
| Total                 | 247      | 14    | 0,04     |

## Palmarés

### Títulos nacionales
| Título             | Club      | País    | Año  |
| ------------------ | --------- | ------- | ---- |
| Torneo Intermedio  | Liverpool | Uruguay | 2019 |
| Supercopa Uruguaya | Liverpool | Uruguay | 2020 |
| Torneo Clausura    | Liverpool | Uruguay | 2020 |
| Torneo Intermedio  | Nacional  | Uruguay | 2024 |